# Socialt arv
Sociala arvet är ett uttryck myntat av barnpsykiatrikern Gustav Jonsson vid Barnbyn Skå utanför Stockholm. Han kunde visa att de barn som vårdades där oftast hade föräldrar som haft eller fortfarande hade sociala svårigheter, vilka således gick "i arv".